# Steatoda punctulata
Steatoda punctulata är en spindelart som först beskrevs av Marx 1898.  Steatoda punctulata ingår i släktet vaxspindlar, och familjen klotspindlar. Inga underarter finns listade i Catalogue of Life.